# Relações entre Estados Unidos e Tailândia
As relações entre Estados Unidos e Tailândia são as relações diplomáticas estabelecidas entre os Estados Unidos da América e o Reino da Tailândia.
De acordo com uma pesquisa de opinião pública promovida pela empresa de consultoria Gallup, em 2012, 60% dos tailandeses aprovam a liderança dos Estados Unidos sob a administração de Barack Obama, com 14% de desaprovação e 26% de indecisos. O primeiro contato registrado entre a Tailândia (então conhecida como Sião) e os Estados Unidos deu-se em 1818, quando um capitão de um navio estadunidense visitou o país, levando uma carta do presidente dos Estados Unidos, James Monroe, dirigida aos governantes tailandeses.